# Michael van Kent
Michael George Charles Franklin Windsor (Iver, 4 juli 1942) is een lid van de Britse koninklijke familie. Hij is een vaderlijke neef van koningin Elizabeth II, een kleinzoon van koning George V en koningin Mary. Per september 2022 was prins Michael 51e in de lijn van opvolging van de Britse troon. Prins Michael is de jongste zoon van prins George, Hertog van Kent en diens echtgenote prinses Marina van Griekenland en Denemarken.
Zijn huwelijk met de rooms-katholieke, gescheiden barones Marie Christine von Reibnitz zorgde voor veel ophef.

## Jeugd
Prins Michael werd geboren te Iver, Buckinghamshire, als het derde en jongste kind van George, Hertog van Kent, en diens echtgenote, prinses Marina van Griekenland en Denemarken. Via zijn ouders stamt Michael af van koning George I van Griekenland, tsaar Alexander II van Rusland en koning George V van het Verenigd Koninkrijk. Als kleinzoon in mannelijke lijn van koning George V kreeg Michael bij zijn geboorte de titel “Zijne Koninklijke Hoogheid Prins Michael van Kent”. Hij heeft een broer, Edward, en een zus, Alexandra.
Zijn doop was in augustus 1942. Een van zijn peetooms was Franklin Delano Roosevelt, de president van de Verenigde Staten. Een paar dagen na de doop stierf zijn vader bij een vliegtuigongeluk bij Caithness, Schotland, tijdens een oorlogsmissie.

## Opleiding en carrière
Michael kreeg les aan het Eton College en trad daarna in 1961 toe tot de Koninklijke Militaire Academie Sandhurst. Hij had vervolgens een militaire carrière die twintig jaar besloeg; hij diende in Duitsland, Hongkong en Cyprus. In 1981 ging hij met pensioen, hij had toen de rang van majoor. Later kreeg hij nog enkele erefuncties in het leger.
Als het derde kind van de vierde zoon van koning George V wordt er niet van Michael verwacht dat hij koninklijke verplichtingen vervult. Hij heeft dus ook nooit een inkomen van de Britse staat gehad. Toch heeft hij een aantal keer de huidige koningin gerepresenteerd; bij staatsbegrafenissen in India, Cyprus en Swaziland, bij de onafhankelijkheidsvieringen in Swaziland en bij de kroning van koning Mswati III van Swaziland. Michael is wel lid van de Britse koninklijke familie en heeft sinds zijn huwelijk in 1978 een appartement in Kensington Palace. Omdat hij geen staatsinkomen heeft, gaf de koningin hem toestemming voor commerciële bedrijven te werken. Michael is manager van zijn eigen consultancybedrijf en doet wereldwijd zaken. Ook is hij gekwalificeerd tolk Russisch. Naast zijn werk doet hij veel voor liefdadigheidsinstellingen.

## Huwelijk
Prins Michael sloot op 30 juni 1978 in Oostenrijk een burgerlijk huwelijk met barones Marie Christine von Reibnitz. Het was een omstreden huwelijk. Marie Christine was namelijk eerder getrouwd met de bankier Thomas Troubridge. Het paar ging in 1973 uit elkaar en hun huwelijk werd in 1978, twee maanden voor haar tweede huwelijk, pas ontbonden. Ook was zij rooms-katholiek. Dit betekende dat Michael, volgens de Act of Settlement uit 1701, door dit huwelijk zijn positie in de lijn van troonopvolging verloor. Door een wijziging van de wet inzake de troonsopvolging, die effectief werd op 26 maart 2015, werd deze beperking opgeheven.
Michael en Marie-Christine kregen twee kinderen:
- Frederick (6 april 1979)
- Gabriella (23 april 1981)

De kinderen van Michael en Marie Christine werden in de Anglicaanse Kerk gedoopt en hebben daardoor eveneens een plaats in de lijn van troonopvolging.
Michael en Marie Christine hertrouwden op 29 juli 1983 in Londen voor de Kerk. Ze kwamen in een negatief daglicht te staan toen ze ervan werden beschuldigd hun koninklijke status uit te buiten voor commerciële doeleinden. Ook werd onthuld dat ze slechts £69 aan huur betaalden voor hun appartement in Kensington Palace, waarop veel parlementsleden hun uitzetting eisten.